# Thomas Andrews
Thomas Andrews (7. února 1873 Comber, Severní Irsko - 15. dubna 1912 Severní Atlantik) byl lodní konstruktér, hlavní konstruktér Titanicu.

## Život
Již od mládí projevoval nadšení pro stavbu lodí. V 16 letech, po ukončení školní docházky na Royal Belfast Academical Institution, nastoupil jako učeň do loděnice svého strýce Williama Jamese Pirriea, jedné z nejprestižnějších loděnic světa, Harland & Wolff v Belfastu. Dne 24. června 1908 se oženil s Helen Reilly Barbourovou a roku 1910 se jim narodila dcera Elizabeth.

### Zkáza Titaniku
Před plavbou Titanicu stál v čele konstrukčního oddělení a byl výkonným ředitelem společnosti Harland & Wolff, podřízený pouze jejímu prezidentovi Williamu Jamesi Pirrimu.
Když se Titanic potápěl, do poslední chvíle obcházel cestující a říkal jim, aby si byli vědomi toho, že loď půjde ke dnu, oblékli si záchranné vesty a šli na palubu lodi, rozdával lidem vesty, pomáhal jim do člunů, snažil se, aby čluny byly co nejvíce obsazovány. Když viděl, že jeden člun byl naplněn pouze 28 lidmi, důrazně přikázal, aby byly naplněny plným počtem šedesáti osob. V posledních chvílích Titanicu, když se loď již začala zřetelně naklánět, házel z paluby odpočinková lehátka a nejrůznější předměty, aby na ně lidé mohli vylézt a zachránit se před ledovou vodou, ve které nikdo nemohl přežít více než 20 minut. Naposled byl spatřen v kuřáckém salonku I. třídy ve dvě hodiny a deset minut. Jeho záchranná vesta ležela na jednom ze stolků, on sám stál před krbem, ruce zkříženy na prsou a hleděl do prázdna. Stevard, který jej takto zastihl, se pokusil jej přimět ještě k pokusu o záchranu, ale stavitel odmítl a nabídl mu svou záchrannou vestu. 
Deset minut na to se Titanic potopil. Jeho tělo nebylo nikdy nalezeno, zmizelo společně s Titanikem v hlubinách Atlantského oceánu.
V Belfastu byla vystavena socha na jeho památku. Je oslavován jako největší hrdina Titaniku a konstruktér lodí své doby. Navrhl tři největší lodě svého času a to Titanic, Britannic a Olympic.

## Filmová postava
Ve známém velkofilmu Titanic z roku 1997 jeho postavu ztvárnil kanadský herec Victor Garber.